# Bart Deurloo

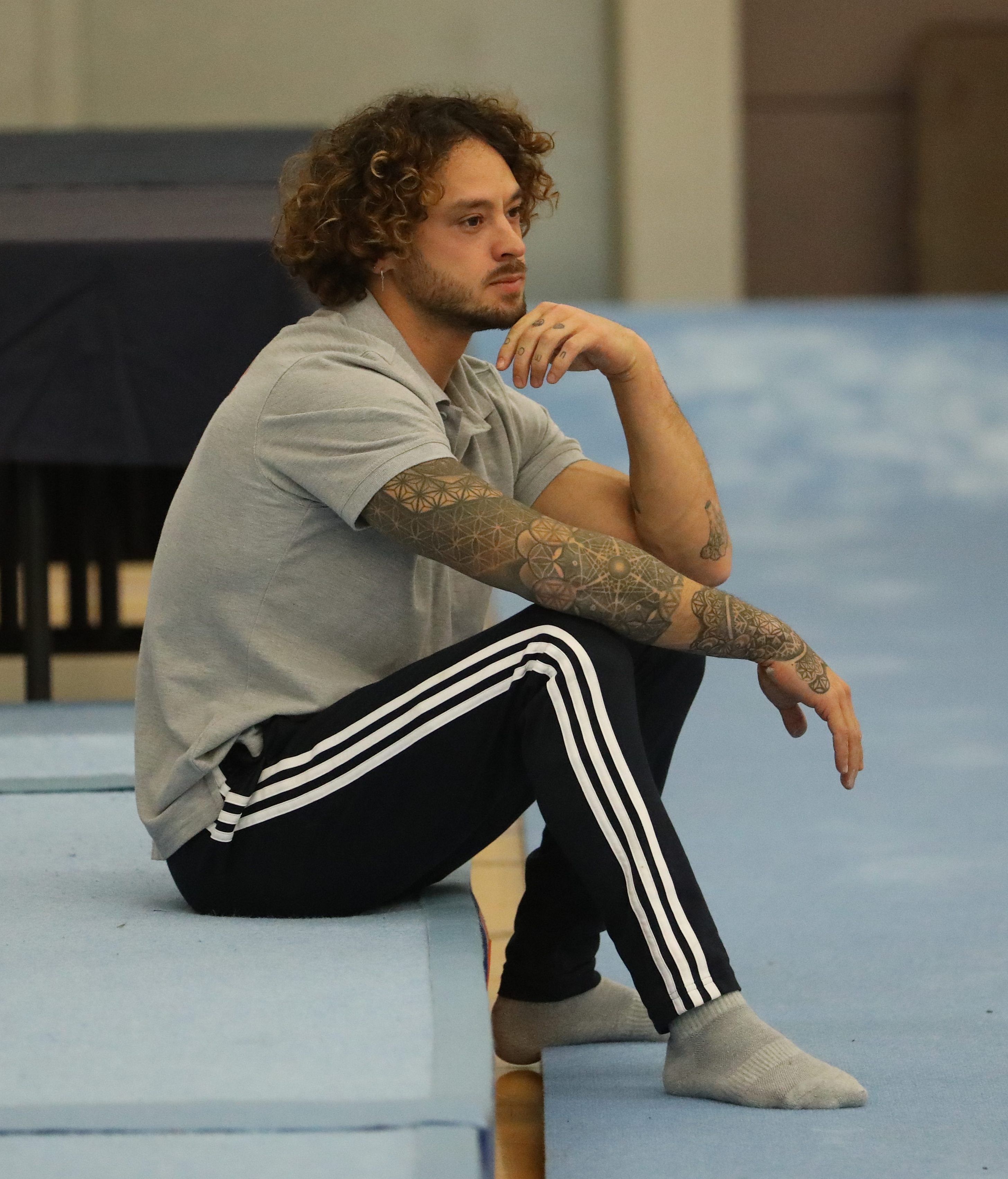
Bart Deurloo, 2022

Bart Deurloo (Ridderkerk, 23 februari 1991) is een Nederlandse turner. Deurloo komt uit voor de Nederlandse gymnastiekvereniging O&O Zwijndrecht en is regerend Nederlands kampioen turnen op het onderdeel Voltigepaard. Daarnaast was Deurloo nationaal kampioen in 2012 op het onderdeel meerkamp en heeft hij aan meerdere Europese kampioenschappen en wereldkampioenschappen meegedaan. Deurloo won in 2017 bij de WK de bronzen medaille op de rekstok. Bart heeft in 2021 ook een documentaire uitgebracht genaamd “Druk”. Deze is samen met Tim Akkerman(Direct) voorzien van de soundtrack “Fly”.

## Biografie
Deurloo maakte in 2009 zijn internationale debuut op het onderdeel meerkamp bij de wereldkampioenschappen turnen. Deurloo miste hierbij net een plek in de finale. In 2010 kwalificeerde Deurloo zich voor het eerst voor een Europees kampioenschap. Hij maakte onderdeel uit van het team dat Nederland afvaardigde naar de Europese kampioenschappen turnen voor teams. Het team, met ook Epke Zonderland, Jeffrey Wammes, Carlo van Minde en Anthony van Assche, kwam echter niet verder dan de elfde plek in de kwalificaties.
Een jaar later wist Deurloo zich te kwalificeren voor het onderdeel meerkamp op de Europese kampioenschappen turnen. Uiteindelijk werd Deurloo veertiende in de finale. Later in 2011 moest Deurloo afzeggen voor het wereldkampioenschap turnen omdat hij nog niet volledig hersteld was van een handblessure. Een maand later besloot Deurloo om weer terug te gaan naar zijn oude gymnastiekvereniging O&O Zwijndrecht, na jaren bij Flik-Flak Den Bosch.
Met die vereniging won Deurloo in 2011 de Nationale Team Cup. Hij nam het onder andere op tegen TS Heerenveen (met Epke Zonderland) en Pax Haarlemmermeer. In 2012 werd Deurloo voor het eerst in zijn carrière nationaal kampioen. Hij wist tijdens het NK turnen de titel op het onderdeel meerkamp te bemachtigen.
In 2013 werd Deurloo Nederlands kampioen turnen op het onderdeel Voltigepaard. Op het onderdeel Ringen werd Deurloo tweede achter Melvin Ornek. Deurloo kon echter door een knieblessure zijn nationale titel op het onderdeel de meerkamp niet verdedigen. Hij moest opgeven na vier geturnde onderdelen. Al eerder dat jaar moest Deurloo het Europees kampioenschap laten lopen door de knieblessure.
Op de Olympische Zomerspelen 2016 in Rio de Janeiro eindigde Deurloo als vijftiende in individuele meerkampfinale. Deurloo is de eerste Nederlander in de geschiedenis die de olympische meerkampfinale bereikte, hij haalde na zes onderdelen een totaalscore van 87,598 punten.

## Palmares
2012
- NK turnen (Meerkamp)

2013
- NK turnen (Voltigepaard)
- NK turnen (Ringen)

2017
- WK turnen (Rekstok)

## Trivia
- Deurloo speelt mee in de videoclip War van Kensington.